# Montesclaros
Montesclaros ist ein Ort und eine Gemeinde (Municipio) im Nordosten der Provinz Toledo in Spanien mit 365 Einwohnern (Stand: 2024). 

## Lage
Montesclaros liegt etwa 68 Kilometer westnordwestlich von Toledo in einer Höhe von ca. 560 m. 
In Montesclaros herrscht ein kontinentales Klima mit extremen Temperaturen und starken Amplituden. Die Niederschläge (612 mm/Jahr) sind sehr unregelmäßig und selten, meist im Herbst und Frühling konzentriert.

## Bevölkerungsentwicklung
| Jahr      | 1970 | 1981 | 1991 | 2001 | 2011 | 2021 |
| Einwohner | 589  | 507  | 484  | 439  | 448  | 389  |

## Sehenswertes

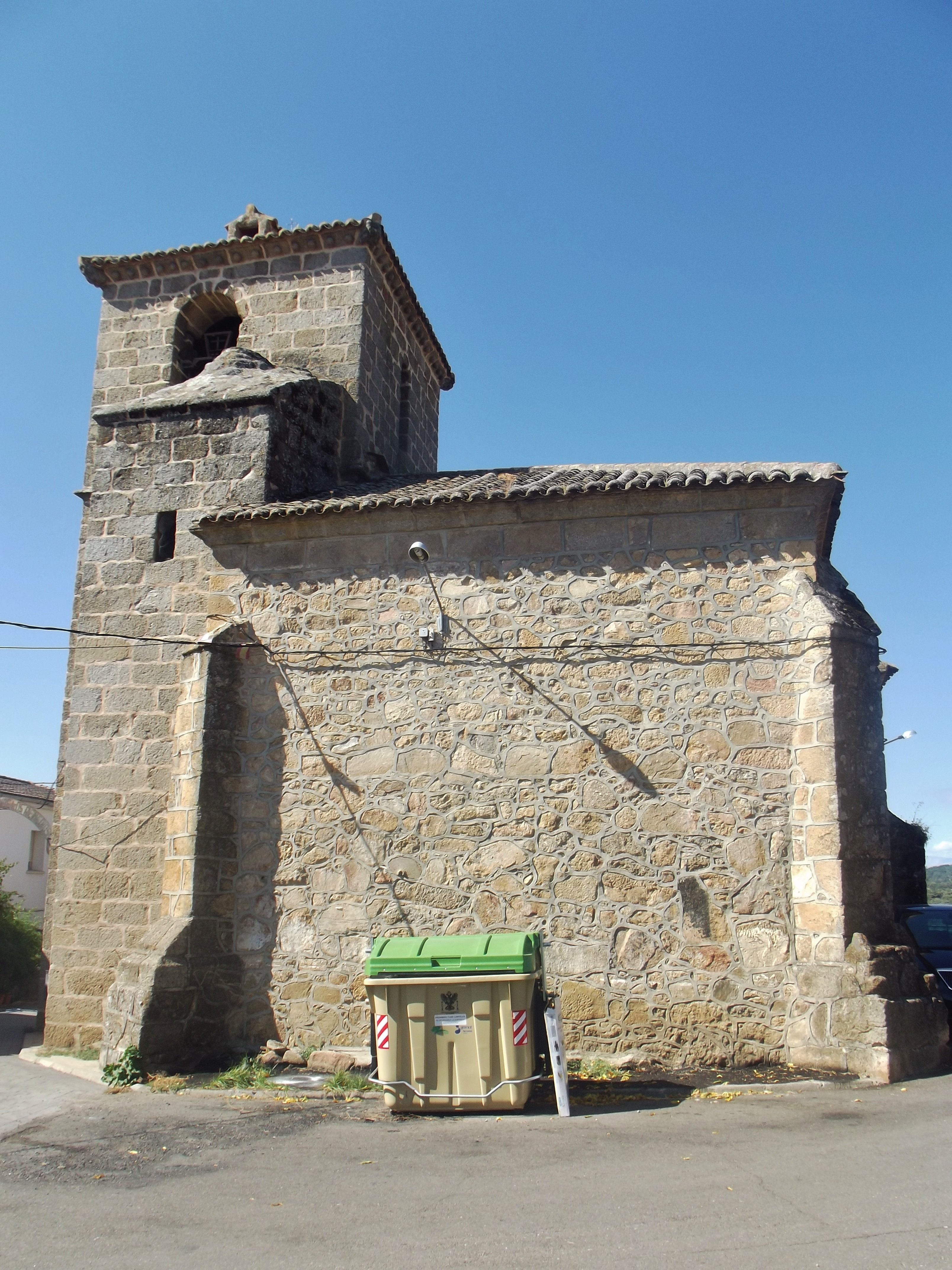
Marienkirche
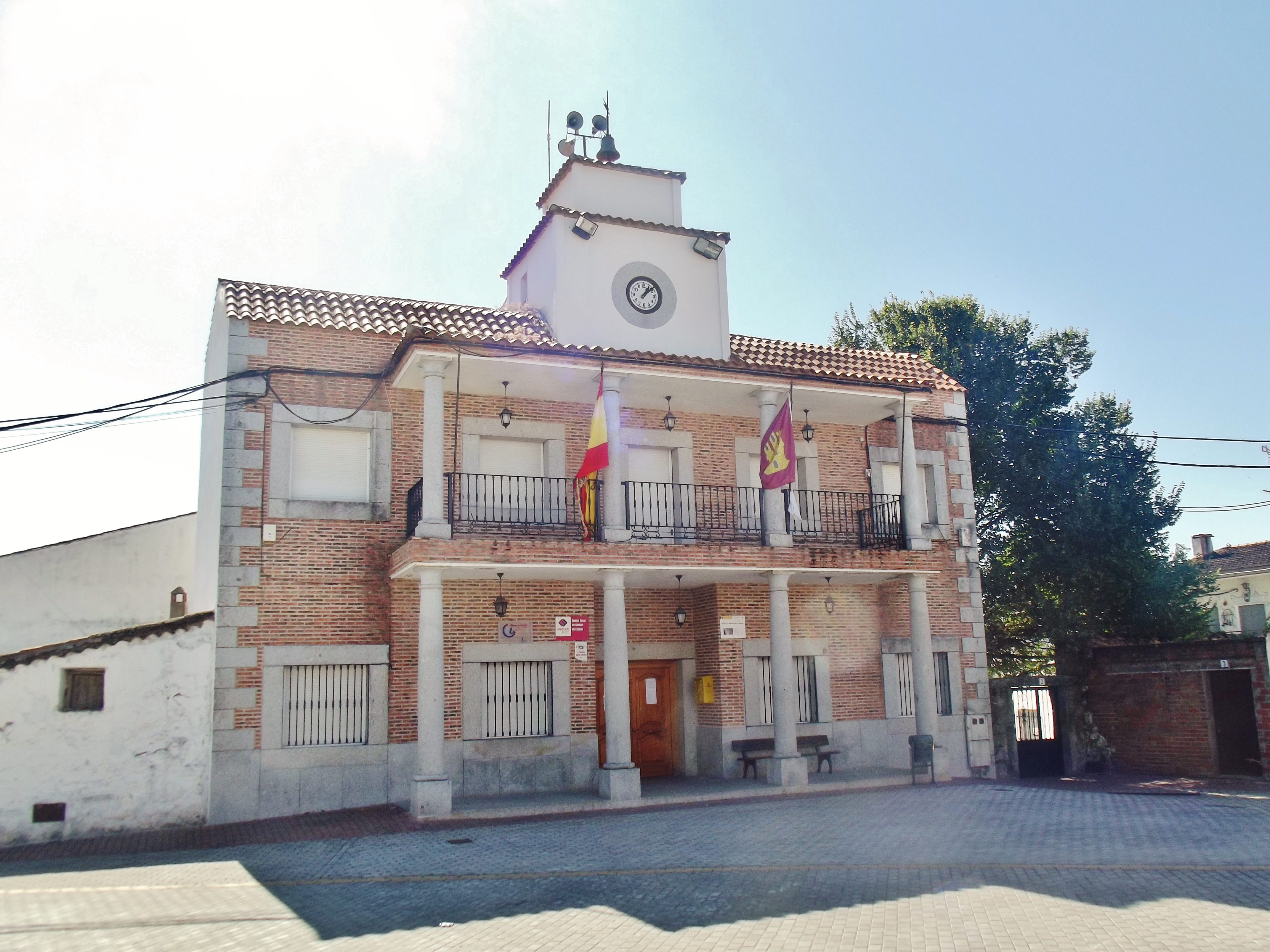
Sebastianuskapelle

- Marienkirche
- Rathaus